# Hrabstwo Alcona
Alcona – hrabstwo na wybrzeżu jeziora Huron, na Półwyspie Dolnym, w stanie Michigan w USA. Siedzibą hrabstwa jest Harrisville. Na terenie hrabstwa, na południe od miasta Harrisville znajduje się Park stanowy Harrisville.

## Miasta
- Harrisville

## CDP
- Hubbard Lake
- Lost Lake Woods

## Wsie
- Lincoln

## Hrabstwo Alcona graniczy z następującymi hrabstwami
- północ – hrabstwo Alpena
- południe – hrabstwo Iosco
- południowy zachód – hrabstwo Ogemaw
- zachód – hrabstwo Oscoda
- północny zachód – hrabstwo Montmorency